# Mister Universo Venezuela 2019
El Mister Universo Venezuela 2019 fue la 12.ª edición del certamen Mister Universo Venezuela, cuya final se llevó a cabo el miércoles, 13 de noviembre de 2019 en el Teatro Principal de la Hermandad Gallega de la ciudad de Caracas, Venezuela. Candidatos de diversos estados y regiones del país compitieran por el título. Al final del evento, Luis Enrique Rodríguez Mister Universo Venezuela 2018 de Bolívar, entregó el trofeo al nuevo Míster Universo Venezuela 2019 Jheison Mena de Carabobo.

## Resultados
| Resultado final           | Candidato |
| ------------------------- | --- |
| Míster Universo Venezuela | - Carabobo - Jheison Mena |
| Primer Finalista          | - Zulia - Carlos Tubiñez |
| Segundo Finalista         | - Guárico- Nicolás Montes |
| Tercer Finalista          | - Trujillo - Elvis Rivas |
| Cuarto Finalista          | - Yaracuy - Angello Hernández |
| Semifinalistas (Top 16)   | - Apure - Carlos Gonzales - Aragua - Said Rachid - Barinas - Jhonny Hernández - Bolívar - Moisés Riverol - Delta Amacuro - José Miguel López - Dependencias Federales - Steven Calderon - Distrito Capital - Saúl Mora - Lara - Félix Bolívar - Nueva Esparta- Agustín Silva - Táchira - Juan Carlos Delgado - Vargas- David Da Silva |

## Premiaciones
| Premio        | Candidato Ganador      |
| ------------- | ---------------------- |
| Mister Prensa | Trujillo - Elvis Rivas |

### Jurado final
Estos son miembros del jurado que evaluaron a los semi y finalistas para elegir a Míster universo Venezuela 2019:

## Candidatos
29 candidatos compiten en el certamen.
(En la tabla se utiliza su nombre completo, los sobrenombres van entrecomillados y los apellidos utilizados como nombre artístico, entre paréntesis; fuera de ella se utilizan sus nombres «artísticos» o simplificados)
| Estado/Región          | Candidato               | Edad | Estatura (m) | Ciudad Natal          |
| ---------------------- | ----------------------- | ---- | ------------ | --------------------- |
| Amazonas               | Leonardo Zamora         | 18   | 1,85 m       | Caracas               |
| Anzoátegui             | Yordanis Fuentes        | 21   | 1,83 m       | Colonia Tovar         |
| Apure                  | Carlos Eduardo Gonzalez | 20   | 1,82 m       | San Fernando de Apure |
| Aragua                 | Said Rachid             | 21   | 1,78 m       | Guanare               |
| Barinas                | Jhonny Hernandez        | 26   | 1,78 m       | Mérida                |
| Bolívar                | Moises Riverol          | 26   | 1,79 m       | Caracas               |
| Carabobo               | Jheison Mena            | 27   | 1,83 m       | Valencia              |
| Cojedes                | Joswar Rondon           | 24   | 1,82 m       | Caracas               |
| Costa Oriental         | Robert Barreto          | 25   | 1,79 m       | Cabimas               |
| Delta Amacuro          | José Miguel Lopez       | 22   | 1,82 m       | Delta Amacuro         |
| Dependencias Federales | Steven Calderon         | 24   | 1,78 m       | San Félix             |
| Distrito Capital       | Saúl Mora               | 22   | 1,80 m       | Caracas               |
| Falcón                 | Freyder Catillo         | 27   | 1,77 m       | Mene de Mauroa        |
| Guárico                | Nicolás Montes          | 20   | 1,77 m       | Valle de la Pascua    |
| Lara                   | Felix Bolívar           | 25   | 1,77m        | Valencia              |
| Mérida                 | Angel Silva             | 18   | 1,80 m       | Tovar                 |
| Miranda                | Jeferson Rodríguez      | 20   | 1,85 m       | Los Teques            |
| Monagas                | Alexander Lopez         | 27   | 1,80 m       | Maturin               |
| Nueva Esparta          | Agustín Silva           | 19   | 1,78 m       | Caracas               |
| Península de Araya     | Jonathan Buznegro       | 25   | 1,76 m       | Cumaná                |
| Península de Paraguaná | Alejandro Querales      | 27   | 1,75 m       | Mene de Mauroa        |
| Península Goajira      | David Manzanares        | 22   | 1,78 m       | Mene de Mauroa        |
| Portuguesa             | Gabriel Boada           | 24   | 1,80 m       | Caracas               |
| Sucre                  | Walter Dugarte          | 25   | 1,76 m       | Cumaná                |
| Táchira                | Juan Carlos Delgado     | 27   | 1,78 m       | Rubio                 |
| Trujillo               | Elvis Rivas             | 19   | 1,90 m       | Maracay               |
| Vargas                 | David Da Silva          | 18   | 1,77 m       | Mérida                |
| Yaracuy                | Angello Hernandez       | 19   | 1,80 m       | Valencia              |
| Zulia                  | Carlos Tubiñez          | 27   | 1,81 m       | Cabimas               |

## Sobre los estados y/o regiones en Mister Universo Venezuela 2019

### Estados y/o regiones ausentes
(en relación a la edición anterior)
- Canaima, y Los Roques, no estuvieron representados en esta edición.

### Estados y/o regiones que debutan
- Ninguna región debutó este año.